# Georg Wickop

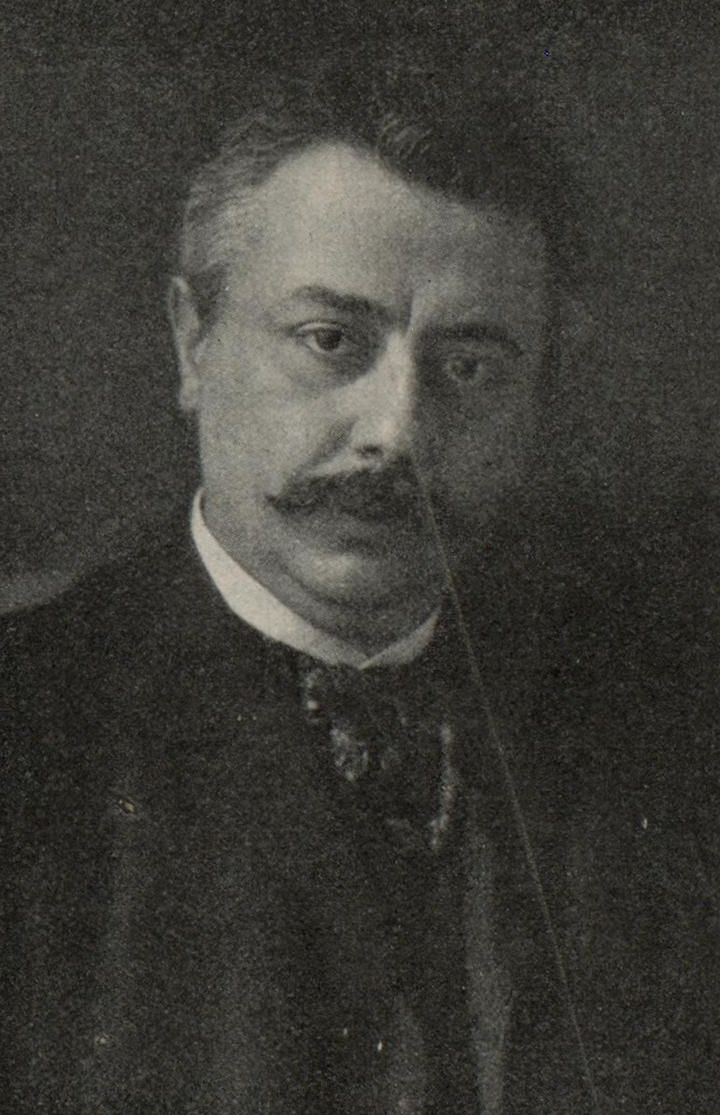
Georg Wickop, um 1914

Georg Wickop (* 27. April 1861 in Aachen; † 21. November 1914 in Darmstadt) war ein deutscher Architekt, Baubeamter und Hochschullehrer.

## Leben und Wirken
Wickop war der Sohn des Aachener Gewerbeschullehrers und Architekten Wilhelm Wickop und der Henriette Elise Schifflin aus Krefeld. Er studierte Architektur an der Technischen Hochschule Aachen und arbeitete anschließend ab 1884 als Regierungsbauführer (Referendar im öffentlichen Bauwesen) in Köln, ab 1888 als Regierungsbaumeister (Assessor). 1888 wurde er mit der Lehrvertretung für seinen erkrankten Lehrer Professor Franz Ewerbeck an der Technischen Hochschule Aachen betraut. Ewerbeck starb 1889, Wickop wurde als Nachfolger auf dessen Lehrstuhl in Erwägung gezogen, aber die Berufung scheiterte. Wickop arbeitete weiterhin in der staatlichen Bauverwaltung, 1893 erhielt er den Auftrag der Bauleitung des Land- und Amtsgerichts in Wiesbaden. Er arbeitete die Pläne des Berliner Geheimrat Noth mehrfach um. Das Gebäude wurde erst 1897 fertiggestellt.
1895 wurde er als ordentlicher Professor für Baukunst als Nachfolger von Dr. Andreas Simons an die Technische Hochschule Darmstadt berufen, wo er von 1899 bis 1904 auch als Dekan der Architektur-Abteilung und von 1911 bis 1913 als Rektor der Hochschule fungierte. Wickop war an der Umgestaltung des Lehrkörpers der Architekturfakultät entscheidend beteiligt. So kam 1897 Karl Hofmann nach Darmstadt, es folgte als Assistent Friedrich Pützer 1897 und Heinrich Walbe 1902. Seit 1903 gehörte Wickop dem ersten Denkmalrat an, der aufgrund des 1902 im Großherzogtum Hessen erlassenen neuen Denkmalschutzgesetzes, des ersten modernen Denkmalschutzgesetzes in Deutschland, zusammentrat. Er war außerdem Denkmalpfleger für die Provinz Starkenburg.
Wickop war Mitglied im Bund Deutscher Architekten (BDA) und im Deutschen Werkbund (DWB).
Wickop war u. a. neben Otto Wolfskehl langjähriges Mitglied im Vorstand des Darmstädter Musikvereins, der 1832 gegründet wurde.
Wickop heiratete 1888 seine langjährige Jugendliebe Anna Schumann. In Köln kamen vier Kinder des Ehepaars zur Welt: Lotte (1889), Walther (1890), Elsbeth (1891) und Otto (1892). Der älteste Sohn Walther Wickop (1890–1957) war ebenfalls Architekt und Hochschullehrer an der Technischen Hochschule Hannover.
In Darmstadt wurden die Kinder Anna (1897) und Margarete (1898) geboren.
Im Herbst 1912 erkrankte Wickop an einem Krebsleiden. Trotz Operation verstarb er mit nur 53 Jahren im November 1914 an den Folgen der Krankheit. Sein Grab befindet sich auf dem Darmstädter Alten Friedhof.

## Werk
Bauten

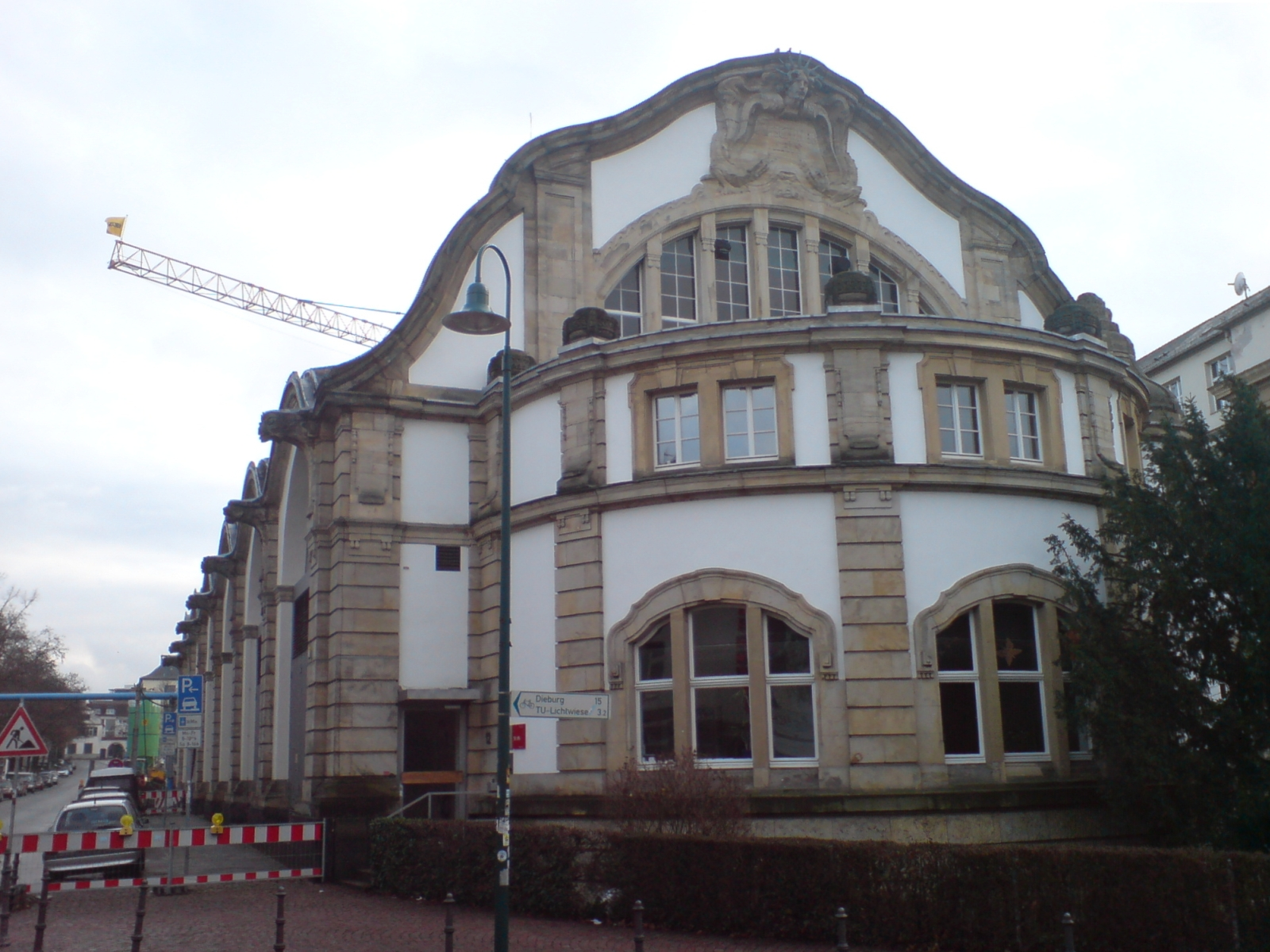
Maschinenbau-Laboratorium (1901–1904, Foto 2009)

Erweiterungsbau der Technischen Hochschule Darmstadt (1905–1908, historische Ansichtskarte)

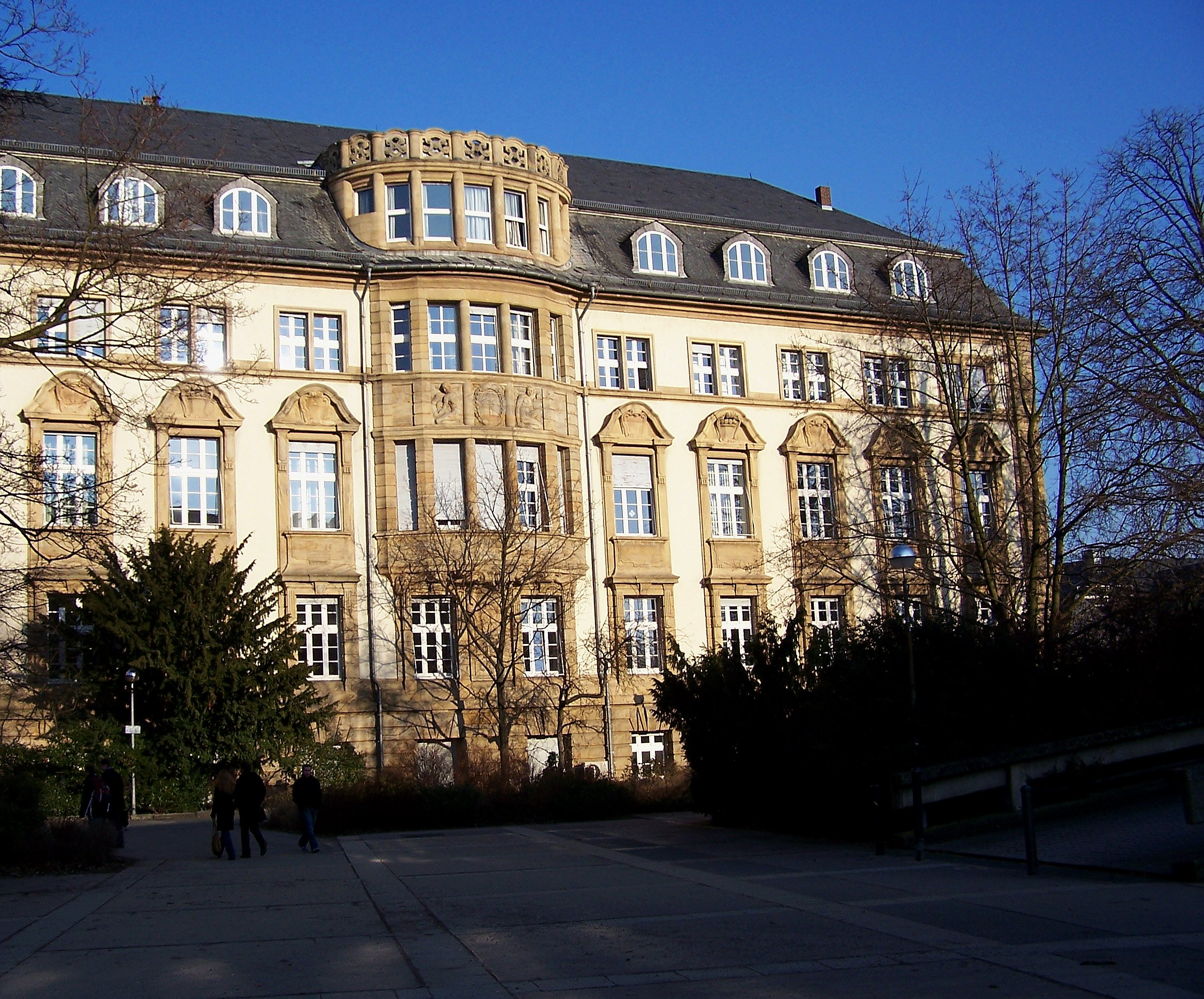
Erweiterungsbau der Technischen Hochschule Darmstadt (1905–1908, um 2000)

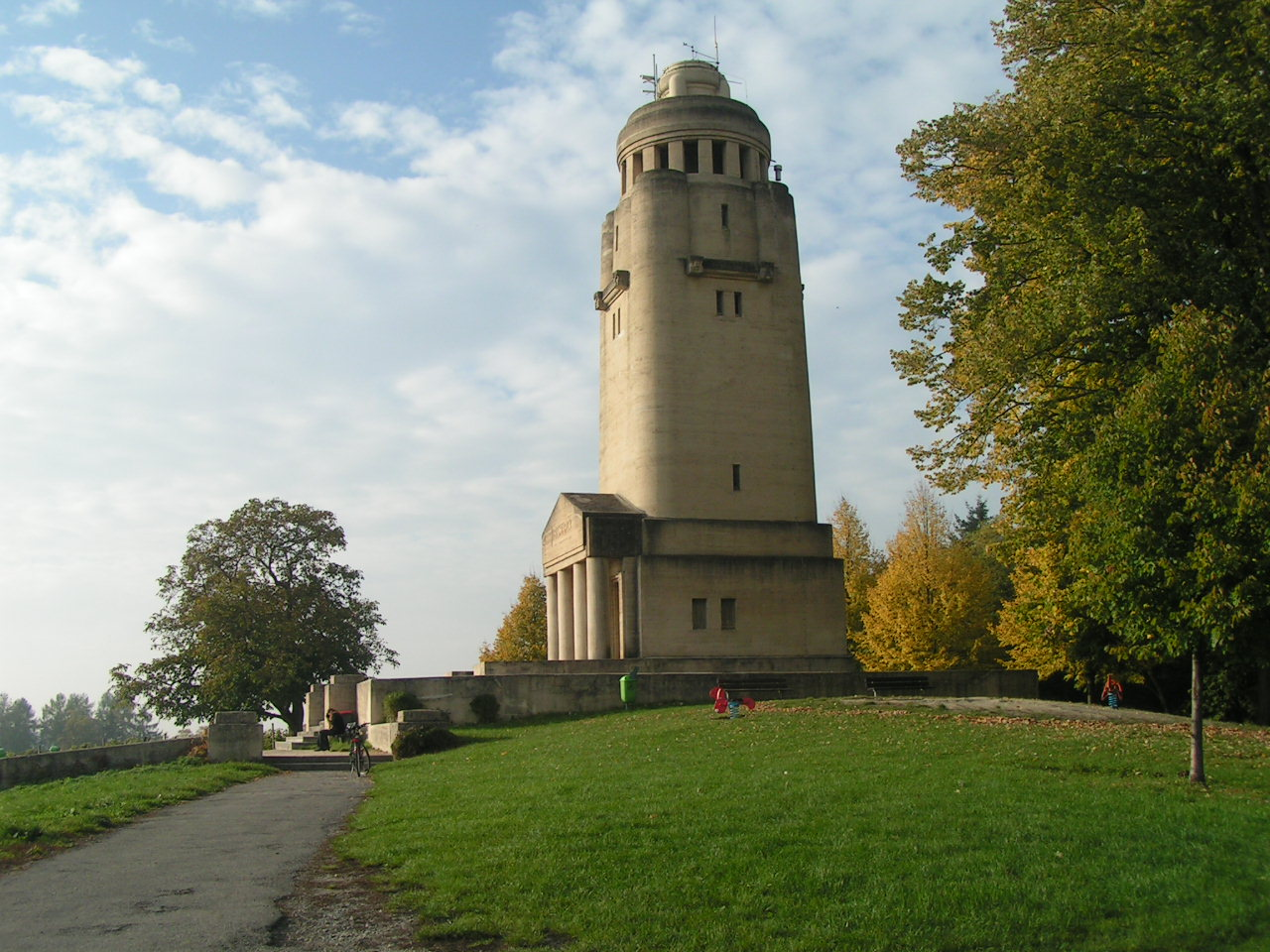
Bismarckturm in Konstanz

- 1898: Haus Richard Lepsius in Darmstadt, Klappacher Straße
- 1901: Haus Tammler, Darmstadt[4]
- 1901–1904: Maschinenbau-Laboratorium und Kraftwerk der Technischen Hochschule Darmstadt in der Magdalenenstraße, mit Stahlkonstruktion der Firma Donges-Stahlbau (Darmstadt); Nach Bombenschäden und einem Großbrand 1963 wurde diese durch Betonfertigteil-Winkelplatten des Betonwerks Darmstädter Bausysteme ersetzt. Das Kesselhaus wurde abgerissen, die erhaltenen Bauteile stehen unter Denkmalschutz. Im Jahre 2012 wurden in die Maschinenhalle ein Hörsaal und Seminarräume bei weiterer Benutzung der Verteilstationen für Fernwärme, Elektrizität etc. eingebaut.[5] Der neue Hörsaal wurde im Februar 2013 der Universität übergeben.[6]
- 1902–1905: zwölf Wohnhäuser (u. a. 1902: Haus Wickop, Roquetteweg 45; 1903: Haus Klingelhöfer, Am Erlenberg 9) im Paulusviertel (auch „Tintenviertel“) in Darmstadt (beim Bombenangriff 1944 weitgehend zerstört)
- 1904–1906: Synagoge der israelitischen (orthodoxen) Religionsgemeinschaft Darmstadt in der Bleichstraße (Kuppelbau mit hoher durchlichteter Schwebekuppel, 1938 zerstört)
- 1905–1908: Erweiterungsbau (Westflügel am Herrengarten) der Technischen Hochschule Darmstadt
- 1906: Wohnhaus „Villa Nora“ für den Steinbruchbesitzer Ludwig Mathes in Hirschhorn (Neckar) (unhonorierter Entwurf von Wickop im Rahmen einer amtlichen Bauberatung)[7]
- 1911–1912: Bismarckturm in Konstanz
- 1912: Warenhaus Gebr. Rothschild (heute Henschel & Ropertz) am Marktplatz in Darmstadt (in Zusammenarbeit mit dem Architekten Georg Küchler)
- Wohnhäuser (u. a. für Bürgermeister Rudolf Binding) in der von Friedrich Pützer geplanten Villenkolonie Buchschlag

Schriften
- Die technischen Hochschulen und ihre zukünftigen Aufgaben in den Fragen der staatsbürgerlichen und künstlerischen Erziehung. Bergsträsser, Darmstadt 1912.

## Ehrungen
- 1909: Ehrentitel eines Geheimen Baurats
- In Darmstadt wurde eine Straße („Wickopweg“ 49° 53′ 49,2″ N, 8° 41′ 17,3″ O) nach Georg Wickop benannt.

## Ausstellung
- 2013: Georg Wickop – Architekt und Professor der TH Darmstadt im Maschinenhaus der Technischen Universität (mit Katalog)[8]